# Morris (Nova York)
Morris és una població dels Estats Units a l'estat de Nova York. Segons el cens del 2000 tenia 591 habitants.

## Demografia
Segons el cens del 2000, Morris tenia 591 habitants, 261 habitatges, i 174 famílies. La densitat de població era de 312,6 habitants/km².
Dels 261 habitatges en un 27,6% hi vivien nens de menys de 18 anys, en un 49% hi vivien parelles casades, en un 13,4% dones solteres, i en un 33,3% no eren unitats familiars. En el 29,1% dels habitatges hi vivien persones soles el 12,6% de les quals corresponia a persones de 65 anys o més que vivien soles. El nombre mitjà de persones vivint en cada habitatge era de 2,26 i el nombre mitjà de persones que vivien en cada família era de 2,71.
Per edats la població es repartia de la següent manera: un 23,2% tenia menys de 18 anys, un 5,9% entre 18 i 24, un 25,9% entre 25 i 44, un 27,4% de 45 a 60 i un 17,6% 65 anys o més.
L'edat mediana era de 40 anys. Per cada 100 dones de 18 o més anys hi havia 83,1 homes.
La renda mediana per habitatge era de 32.417 $ i la renda mediana per família de 36.875 $. Els homes tenien una renda mediana de 30.804 $ mentre que les dones 25.750 $. La renda per capita de la població era de 17.388 $. Entorn de l'11,1% de les famílies i el 15,3% de la població estaven per davall del llindar de pobresa.